# Lijst van voetbalstadions in Armenië
Dit is een lijst van voetbalstadions in Armenië, gerangschikt in volgorde van capaciteit.

## Huidige stadions van betaaldvoetbalclubs
| Nr. | Foto | Stadion                  | Capaciteit | Plaats   | Bespeler(s)                              | Opening |
| --- | ---- | ------------------------ | ---------- | -------- | ---------------------------------------- | ------- |
| 1   |      | Hrazdan                  | 54.208     | Jerevan  | Armeens voetbalelftal en Ararat Jerevan  | 1972    |
| 2   |      | Republicanstadion        | 14.403     | Jerevan  | Pjoenik Jerevan en Armeens voetbalelftal | 1935    |
| 3   |      | Mikastadion              | 7.000      | Jerevan  | FC Artsach Armeens voetbalelftal         | 2008    |
| 4   |      | Alasjkertstadion         | 6.850      | Jerevan  | Alasjkert FC en Ararat Jerevan           | 1960    |
| 5   |      | Loristadion              | 5.000      | Vanadzor | Geen club                                | 1965    |
| 6   |      | Banantsstadion           | 5.000      | Jerevan  | Banants Jerevan                          | 2008    |
| 7   |      | Stadsstadion Abovyan     | 4.000      | Abovyan  | Armeens rugbyteam                        | 1966    |
| 8   |      | Kasakhi Marzikstadion    | 3.600      | Ashtarak | geen club                                | -       |
| 9   |      | Gandzasarstadion         | 3.500      | Kapan    | Gandzasar Kapan                          | 1963    |
| 10  |      | Stadsstadion Gjoemri     | 2.761      | Gjoemri  | Sjirak Gjoemri                           | 1924    |
| 11  |      | Arnarstadion             | 2.100      | Ijevan   | Geen club                                | 2008    |
| 12  |      | Stadsstadion Dilijan     | 2.000      | Dilijan  | Geen club                                | -       |
| 13  |      | Armeense voetbalacademie | 1.500      | Jerevan  | FC Avan Academy                          | 2013    |
| 14  |      | Metallurgstadion         | 1.400      | Alaverdi | Geen club                                | 1970    |
| 15  |      | Aygstadion               | 1.320      | Ararat   | Geen club                                | 1999    |
| 16  |      | Pjoenikstadion           | 800        | Jerevan  | Pjoenik Jerevan 2                        | 2004    |